# St. Michael (Unter-Hambach)

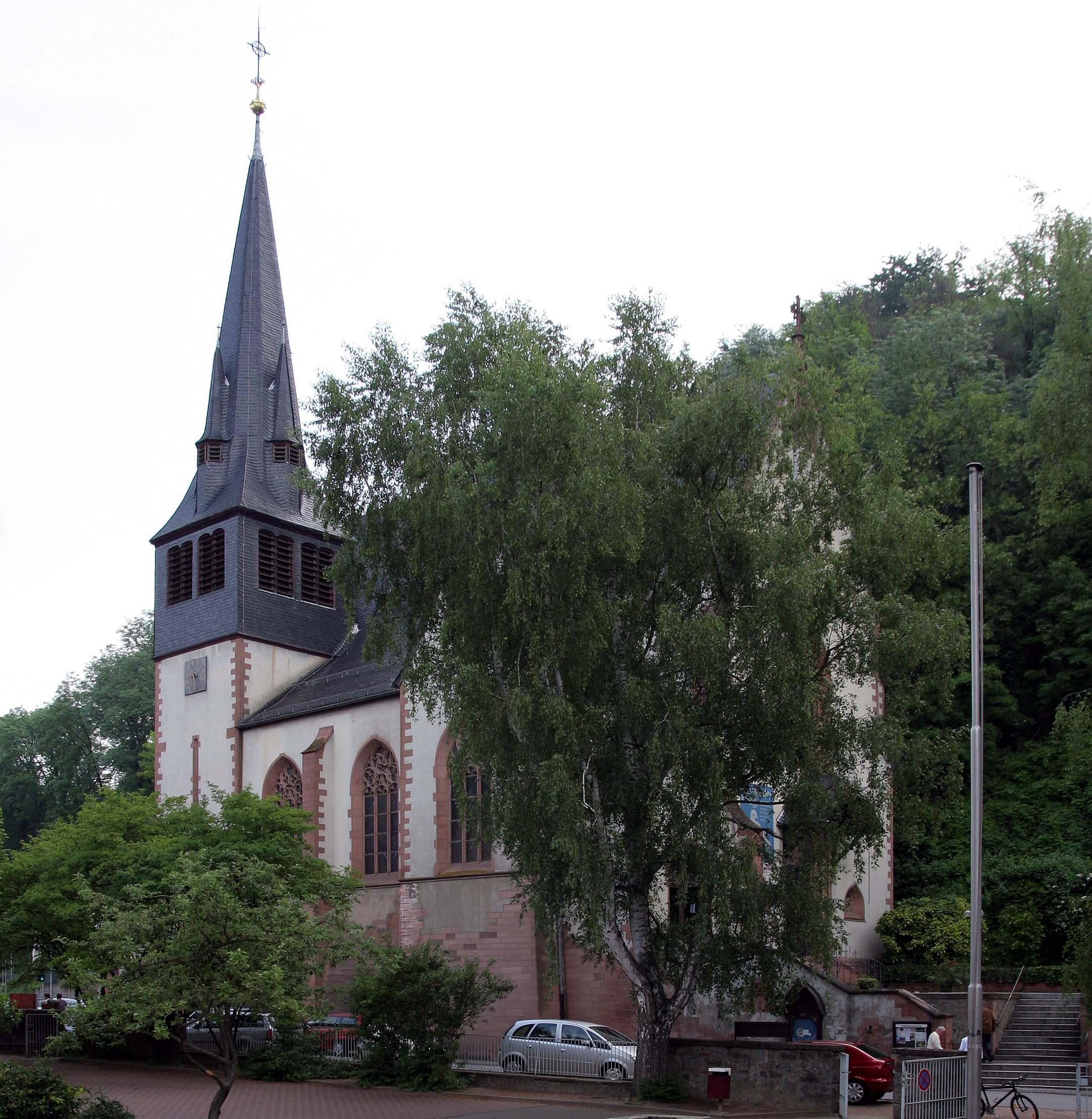
St. Michael (Unter-Hambach)

Die römisch-katholische, denkmalgeschützte Kirche St. Michael steht in Unter-Hambach, einem Stadtteil der Gemeinde Heppenheim im Landkreis Bergstraße in Hessen. Die Kirche gehört als Filiale zur Großpfarrei Hl. Marianne Cope Heppenheim in der Region Südhessen des Bistums Mainz.

## Beschreibung
Die 1897–99 nach Plänen von Ludwig Becker erbaute neugotische Pseudobasilika ersetzte eine mittelalterliche Kapelle, die an gleicher Stelle stand und vor Baubeginn niedergelegt wurde. Der Grundriss zeigt ein leicht nordwestlich ausgerichtetes Langhaus mit breitem Haupt- und schmalem Seitenschiff, Chor mit 5/8-Schluss und quadratischem Kirchturm. Die Sakristei ist an den Turm nach Nordwesten angegliedert. Die Wände sind durch schmale Strebepfeiler, Ecksteine und spitzbogige Maßwerkfenster gegliedert.
Der Turm ist mit einem achtseitigen spitzen Helm bedeckt, der von vier Wichhäuschen flankiert wird. Von den drei Kirchenglocken stammt nur noch die kleinste aus der Erbauungszeit, die beiden größeren wurden 1953 als Ersatz für die im Ersten und Zweiten Weltkrieg verlorenen von Friedrich Wilhelm Schilling geliefert.
Am mit unterschiedlich hohen Pultdächer bedeckten Seitenschiff befindet sich ein Risalit, der mit einem Krüppelwalmdach bedeckt ist. Das Tympanon des Hauptportals zeigt einen segnenden Jesus Christus.
Der Innenraum hatte 1911 eine Ausmalung durch Fritz Muth erhalten, die jedoch 1959 durch einen einfarbigen Anstrich ersetzt wurde. Die Orgel mit elf Registern auf einem Manual und Pedal wurde 1904 von H. Voit & Söhne gebaut und 1987 von Eugen Pfaff & Sohn restauriert.